# Victor Grossman

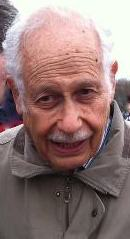
Grossman bei der Gedenkfeier zur Befreiung des KZ Buchenwald 2013

Victor Grossman (eigentlich Stephen Wechsler; * 11. März 1928 in New York City) ist ein US-amerikanischer Publizist, der in Deutschland lebt.

## Leben
Stephen Wechsler wurde als Sohn eines Kunsthändlers und einer Bibliothekarin geboren. Seine jüdischen Großeltern stammten aus Odessa und aus dem Baltikum. Sie waren Ende des 19. Jahrhunderts aus Angst vor den antijüdischen Pogromen aus Russland in die USA geflohen.
Im Jahre 1942 wurde Wechsler Mitglied der Young Communist League und 1945 Mitglied der Kommunistischen Partei der USA (CPUSA). Von 1945 bis 1949 studierte er an der Harvard University Ökonomie und Gewerkschaftsgeschichte und schloss 1949 mit dem Diplom ab. Anschließend arbeitete er auf Wunsch der CPUSA als Industriearbeiter, weil es zu wenig Kommunisten unter den Arbeitern gab. 1950 wurde er in die US-Army einberufen, seine Einheit war in der kurz zuvor gegründeten Bundesrepublik und dort in Bayern stationiert. Als bekannt wurde, dass er seine Mitgliedschaft in kommunistischen Organisationen verschwiegen hatte, erhielt er die Aufforderung, vor einem Militärgericht zu erscheinen. Im Klima der McCarthy-Ära drohten ihm dafür bis zu fünf Jahre Haft.
Daraufhin desertierte er, schwamm am 12. August 1952 bei Linz über die Donau in die sowjetisch besetzte Zone Österreichs und kam zur dort stationierten Sowjetarmee. Nach zwei Wochen Verhör reiste er über die Tschechoslowakei nach Potsdam in die DDR. Dort verbrachte er nochmals zwei Monate in sowjetischem Gewahrsam. Zum Schutz seiner Familie, die noch in den USA lebte, nahm er eine neue Identität als Victor Grossman an. Anschließend lebte er bis 1954 in einem offenen Lager in Bautzen, in welchem damals die meisten Deserteure aus dem Westen untergebracht waren. Er arbeitete als Transportarbeiter im VEB Waggonbau Bautzen, erlernte in einem Sonderkurs den Beruf des Drehers und war später Kulturleiter eines Klubs für die Deserteure.
Von 1954 bis 1958 studierte er Journalistik an der Fakultät für Journalistik der Karl-Marx-Universität Leipzig. Nach eigener Aussage ist er „der Einzige, der sowohl von der Harvard- als auch an der Karl-Marx-Universität ein Diplom erworben hat“. Nach dem Studium wurde er 1958 Lektor beim Verlag Seven Seas Publishers in Berlin. Von 1959 bis 1963 war er Mitarbeiter beim englischsprachigen German Democratic Report, einer Zeitung für die DDR-Auslandspropaganda, die von dem britischen Journalisten John Peet herausgegeben wurde. Von 1963 bis 1965 war er in der Redaktion für Nordamerika bei Radio Berlin International beschäftigt. Von 1965 bis 1968 leitete er das Paul-Robeson-Archiv an der Akademie der Künste der DDR. Seit 1968 ist er freischaffender Journalist, Dolmetscher, Übersetzer und Englischlehrer. Er engagiert sich in der deutschen Solidaritätsbewegung für den afroamerikanischen Journalisten Mumia Abu-Jamal.
Grossman, der nie die DDR-Staatsbürgerschaft annahm, reiste 1994 erstmals wieder in die USA. Nach einer offiziellen Anhörung wurde er aus der US-Armee entlassen. Grossman lebt in Berlin. Er hält Vorträge, schreibt für verschiedene Publikationen und engagiert sich in der Partei Die Linke, im VVN-BdA und im Verein der Kämpfer und Freunde der Spanischen Republik. Unter anderem schreibt er einen Kommentar-Blog auf Englisch für US-amerikanische Leser, die an den deutschen Entwicklungen Interesse haben.
Grossman war von 1955 bis zu ihrem Tod mit der Bibliothekarin Renate Kschiner (1932–2009) verheiratet. Aus der Ehe gingen zwei Söhne hervor; der jüngere Sohn Timothy betreibt seit 2005 das Berliner Kino Babylon.

## Schriften (Auswahl)
- mit Heinz Rodewald: Nilpferd und Storch. Kinderbuchverlag, Berlin 1965, DNB 451684036.
- Von Manhattan bis Kalifornien. Aus der Geschichte der USA. Kinderbuchverlag, Berlin 1974, 1978 DNB 201971127.
- Per Anhalter durch die USA. Neues Leben, Berlin 1976, DNB 760327254.
- Der Weg über die Grenze. Übersetzt von Günter Löffler. Neues Leben, Berlin 1985, 1986, ISBN 3-355-00214-3.
- If I Had a Song – Lieder und Sänger der USA. Lied der Zeit, Berlin 1988, 1990, ISBN 3-7332-0023-3.
- Crossing the River. Autobiographie, University of Massachusetts Press, Amherst, MA / Boston, MA 2003, ISBN 1-55849-385-9.
  - Crossing the River. Vom Broadway zur Karl-Marx-Allee: Eine Autobiografie, Wiljo Heinen, Berlin / Böklund 2014, ISBN 978-3-95514-015-1.
- Madrid, du Wunderbare. Ein Amerikaner blättert in der Geschichte des Spanienkrieges. GNN, Schkeuditz, 2006, ISBN 978-3-89819-235-4.
- Ein Ami blickt auf die DDR zurück, Spotless, Berlin 2011, ISBN 978-3-360-02039-0.
- Rebel Girls: 34 amerikanische Frauen im Porträt (= Neue kleine Bibliothek, Band 185), Papyrossa, Köln 2012, ISBN 978-3-89438-501-9.